# Šarlatán
Šarlatán (Der Scharlatan) ist eine Oper in drei Akten und sieben Bildern des tschechischen Komponisten Pavel Haas, sie wurde am 2. April 1938 im Brünner Landestheater unter der Leitung von Quido Arnoldi uraufgeführt.

## Handlung

### Erster Akt
Erstes Bild
Pustrpalk, der Quacksalber, hat einen Marktstand aufgebaut und behauptet, jedes Leiden heilen zu können. Die junge Amaranta kommt an den Stand und bittet ihn, ihrer Neurasthenie ein Ende zu setzen. Pustrpalk fordert Amaranta auf, sich in einen Korb voller Brennnesseln zu setzen, woraufhin sie von ihrer Lethargie befreit ist. Der Quacksalber überredet sie nun, mit ihm und seiner Truppe weiterzuziehen. Der Mönch Jochimus ist hierüber wenig erfreut, da er von Amarantas Ehemann als „Anstandsdame“ mit ihr auf den Markt geschickt wurde.
Zweites Bild
In diesem Zwischenspiel zieht Pustrpalk mit Amaranta und seiner Truppe, bestehend aus Bakalář (Junggeselle), Kyška (Sauermilch), Pavučina (Spinnwebe), Zavináč (Rollmops) u. a., von Stadt zu Stadt.
Drittes Bild
Pustrpalk ist nun völlig verliebt in die schöne Amaranta und wird von seiner eigenen Ehefrau Rozina dabei ertappt, wie er sich an die junge Schönheit heranmacht. Es entsteht ein heftiger Streit zwischen den Frauen, woraufhin die Truppe die Stadt verlässt.

### Zweiter Akt
Erstes Bild
Die Truppe des Quacksalbers hat ihr Lager bei einer alten Mühle aufgeschlagen. Pustrpalk kann nicht von Amaranta lassen und bei Nacht beginnen erneut seine Annäherungsversuche, sie lässt ihn jedoch abblitzen. Daraufhin belauscht er zwei Mitglieder seiner Truppe, die einen Plan schmieden, um ihn auszurauben. Er konfrontiert sie damit und erklärt großmütig, dass er den Besitz in Zukunft brüderlich teilen möchte. Die Truppe ist außer sich vor Freude und es steigt eine Party. Das erzürnt den Müller und er wirft eine Lampe auf Zavináč, die diesen erschlägt. Pustrpalk mahnt zur Ruhe, aber die Truppe steckt dennoch die Mühle in Brand. Der Quacksalber flieht mit Bakalář und Amaranta.
Zweites Bild
Pustrpalk, Bakalář und Amaranta kommen in eine Stadt, die sich gerade im Karneval befindet. Hier trifft der Protagonist auf einen Quacksalber-Kollegen und schließt sich mit ihm zusammen. Bakalář preist ein universales Wunderelixier an. Der König, der sich auf dem Fest befindet, nimmt es zu sich und ist überzeugt, dass es ihm all seine Kraft zurückgegeben habe. Er erklärt Pustrpalk zum Helden, aber das Volk pöbelt ihn an. Jochimus taucht auf und überredet Amaranta, mit ihm zukommen.

### Dritter Akt
Erstes Bild
Jochimus ist krank und sieht keinen anderen Ausweg, als Pustrpalk um Hilfe zu bitten. Großzügig und versöhnlich bietet Pustrpalk ihm eine kostenlose Operation an, woraufhin Jochimus verstirbt. Pustrpalk wird des Mordes angeklagt und flieht.
Zweites Bild
Viele Jahre später trifft sich des Quacksalbers Truppe in einem Gasthof und spricht über den traurigen Absturz des einstigen Meisters. Dieser erscheint auf einmal und bietet Studenten ein kostenloses Quartier, falls sie seinen Namen erraten. Sie schaffen es und Pustrpalk stimmt ein Spottlied an und preist seine früheren Taten. Auf einmal erscheint ihm Jochimus, Pustrpalk zieht sein Schwert, bricht zusammen und stirbt.

## Gestaltung

### Besetzung
Die Oper Šarlatán ist mit einem großen Ensemble besetzt und erfordert ca. 30 Solisten, ein Orchester, zwei Chöre, Tänzer, Komparsen und Statisten.

### Musik
Innerhalb der Musik lässt sich eine Präferenz für kurze rhythmische Motive erkennen, die à la Leoš Janáček auch dazu dienen, größere Zusammenhänge zu schaffen. Wie im gesamten Schaffen Haas’ ist der Einfluss von Volksliedern omnipräsent. Kirchentonarten und Ganztonleitern sowie abrupte harmonische Wechsel zeichnen die Musik der Oper ebenfalls aus.

## Entstehungsgeschichte
1934 fand Pavel Haas nach längerem Suchen endlich ein geeignetes Opern-Sujet in Josef Wincklers Roman Doctor Eisenbart. Er arbeitete die Vorlage selbst in ein Libretto um, musste jedoch aufgrund des Inkrafttretens der Nürnberger Rassegesetze und dem damit verbundenen Verbot einer Kooperation zwischen Juden und „Ariern“ alles aus dem Libretto eliminieren, was auf ein deutsches Milieu hinwies. So bezog sich Haas auf das mittelalterliche tschechische Spiel Mastičkář und benannte die Hauptfigur Pustrpalk.

## Aufnahmen
- Israel Yinon, Prague State Opera Orchestra, Prague Philharmonic Choir, Decca 460 042-2, 1998